# گیرنده هشدار راداری

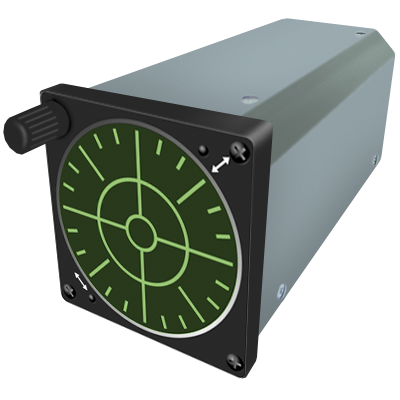
شماتیک یک پنل گیرنده هشدار راداری

گیرنده هشدار راداری (انگلیسی: Radar warning receiver) نوعی گیرنده است که سیستم‌ها و تشعشعات رادیویی سیستم‌های راداری را تشخیص می‌دهند. هدف اصلی این گیرنده‌ها صدور هشدار در هنگام شناسایی سیگنال راداری است که مانند رادار کنترل آتش یک هواپیمای جنگنده، ممکن است یک تهدید باشد. سپس می‌توان از این هشدار، به صورت دستی یا خودکار، برای جلوگیری از تهدید شناسایی شده، استفاده کرد. سیستم‌های گیرنده هشدار راداری را می‌توان در انواع تجهیزات هوایی، دریایی و زمینی مانند هواپیما، کشتی، خودرو و در پایگاه‌های نظامی نصب کرد.
بسته به بازاری که سیستم گیرنده هشدار راداری برای آن طراحی شده است، می‌تواند به سادگی تشخیص وجود انرژی در یک باند راداری خاص، مانند فرکانس‌های سیستم‌های موشکی سطح به هوا را تشخیص دهد. سیستم‌های گیرنده هشدار راداری مدرن اغلب قادر به طبقه‌بندی منبع رادار بر اساس قدرت سیگنال، فاز و جزئیات سیگنال هستند. سپس می‌توان از اطلاعات مربوط به قدرت و شکل موج سیگنال برای تخمین نوع تهدیدی که رادار شناسایی شده ایجاد می‌کند، استفاده کرد.